# Euprymna penares
Euprymna penares är en bläckfiskart som först beskrevs av Gray 1849.  Euprymna penares ingår i släktet Euprymna och familjen Sepiolidae. IUCN kategoriserar arten globalt som otillräckligt studerad. Inga underarter finns listade i Catalogue of Life.